# Uni (divinité étrusque)
Pour les articles homonymes, voir Uni.

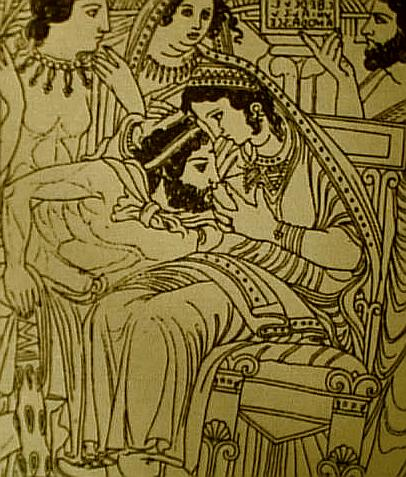
Uni allaitant Hercle sur un miroir de Volterra.

Uni est une divinité étrusque, l'équivalent de la Junon latine ou de l'Héra grecque.

## Description
Uni est une divinité majeure du  panthéon étrusque car, sur le foie de Plaisance, elle se trouve dans le secteur qui suit celui de Tinia. Son nom est néanmoins d'origine latine, et il est probable que son culte le soit aussi. De nombreux temples lui étaient en effet dédiés dans le Latium. Uni est souvent sospita (sauveuse), elle est aussi combattante, comme Menrva/Athéna, et représentée en armes et le chef recouvert d'une dépouille de chèvre.
Le temple B de Pyrgi lui est dédié, où elle est désignée en phénicien sous le nom de strt (Astarté), divinité du ciel. D'autres temples lui sont dédiés à Caeré, Véies, Pérouse, et la « tuile de Capoue » en mentionne un. À Cortone elle est une « divinité poliade » (protectrice de la ville) ; on y a trouvé une dédicace parlante : « mi unial curtum » (« je suis à Uni de Cortone »). La protection des cités est en effet l'une des fonctions d'Uni.
Uni a des rapports contradictoires avec Herclé : elle peut se battre contre lui ou, sur des miroirs, voisiner en sa compagnie, voire l'allaiter.
Après le milieu du IVe siècle av. J.-C., les représentations d'Uni, souvent à demi nue, la rapprochent de Turan, avec laquelle elle partageait peut-être le même naos à Gravisca.
Uni a aussi certains aspects communs avec Leucothée, la future Mater Matuta romaine, et Ilithye, déesse de l'enfantement.
Uni est la reine des dieux, sœur et femme de Tinia et mère de Hercle.
Uni est patronne de Pérouse.
Avec Tinia et Menrva elle formait un puissant triumvirat.